# Jean-Christian Michel

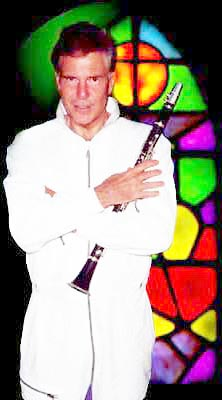
Jean-Christian Michel in 2000

Jean-Christian Michel (1938) is een Franse componist en musicus, een voorloper van de toenadering van jazz en klassieke muziek. Zijn muziek, die jazz en sacrale muziek combineert, is geïnspireerd op het werk van Johann Sebastian Bach en de frasering van jazz. Michel speelt zijn samenstellingen en zijn aanpassingen aan de klarinet vooral in kerken. 
Hij heeft veel samengewerkt met Amerikaanse muzikanten, zoals Kenny Clarke, met wie hij 10 jaar speelde, de percussiespeler Daniel Humair, en de bassisten Guy Pedersen en Henri Texier.
In 1969 bezette hij de eerste drie plaatsen op de ranglijst van recordverkoop in Frankrijk. Gedurende zijn carrière behaalde hij tien gouden en platina platen. Michel is lid van SACEM sinds 1967.

## Discografie
- Requiem
- Aranjuez
- Musique sacrée (met Kenny Clarke)
- Crucifixus
- JQM (met Kenny Clarke)
- Le cœur des etoiles
- Vision d’Ezéchiel
- Ouverture spatiale (met Kenny Clarke)
- Eve des origines (met Kenny Clarke)
- Port-Maria (met Kenny Clarke)
- Musique de lumière
- Jean-Christian Michel in concert
- Vif-obscur
- Les années-lumière
- Les cathédrales de lumière
- Aranjuez 2004
- Portail de l'espace 2005
- Bach transcriptions 2006
- Live concert 2007
- Spatial Requiem 2008
- Jean-Christian Michel plays jazz 2012

## Dvd
- "Imaginaire" (2010)